# Bryoerythrophyllum
Bryoerythrophyllum (deutsch Rotblattmoose) ist eine Gattung von Laubmoosen aus der Familie Pottiaceae.

## Merkmale
Die Arten bilden niedrige bis mittelgroße Polster oder Rasen, die im unteren Teil rotbraun gefärbt sind. Die aufrechten Pflanzen sind einfach oder verzweigt. Die eiförmigen bis lanzettlichen und oben stumpf abgerundeten bis zugespitzten Blätter sind trocken anliegend und verbogen, feucht aufrecht bis abstehend. Die Blattränder sind häufig zurückgebogen, die Blattspitze ist oft gezähnt, die Blattrippe endet knapp vor oder in der Blattspitze oder tritt manchmal kurz aus. Die Zellen am Blattgrund sind hyalin oder rötlichbraun, rechteckig und glatt, die des oberen Blattteiles dagegen rundlich-quadratisch, dicht papillös und undurchsichtig.
Die Geschlechterverteilung ist gewöhnlich zweihäusig, seltener einhäusig. Die eiförmige bis zylindrische Sporenkapsel auf der verlängerten Seta hat einen konischen bis kurz geschnäbelten Deckel und eine kapuzenförmige Kalyptra. Ein Peristom kann fehlen oder sehr variabel ausgebildet sein.

## Verbreitung
Die Gattung ist fast weltweit verbreitet, vor allem in arktischen und gemäßigten Klimazonen sowie in tropischen Hochlandzonen. 

## Arten
Die weltweite Artenanzahl wird je nach Quelle verschieden mit etwa 15 bis 23 angegeben.
In Deutschland, Österreich und der Schweiz sind folgende Arten vertreten:
- Alpen-Rotblattmoos (Bryoerythrophyllum alpigenum)
- Rostrotes Rotblattmoos (Bryoerythrophyllum ferruginascens)
- Gemeines Rotblattmoos (Bryoerythrophyllum recurvirostrum)
- Rotes Rotblattmoos (Bryoerythrophyllum rubrum)